# 速水守久
速水守久（生年不詳 - 1615年6月4日），安土桃山時代及江戶時代初期的武將、大名。豐臣氏的家臣。幼名勝太。通稱少太夫。名字為時久、種久、時之、種之等等。甲斐守。祖父為速水實政。父為速水時久，兒子有守治、宗久、保久及貞久。

## 生涯
守久起初為近江國淺井郡的土豪（速水城），仕於淺井氏。淺井滅亡後成為織田市之女茶茶的家臣，仕於羽柴秀吉，擔任近習組頭、黄母衣眾。
歷經小牧長久手之戰、小田原征伐，朝鮮出兵之際，於肥前國名護屋城本丸廣間番眾擔任六番組頭。
平時擔任秀吉身邊警護，擔任奉行後實行檢地，拜領1萬5000石，後來加封4萬石。
秀吉死後仕於秀賴，擔任七手組頭兼檢地（越前）奉行，也擔任旗本部隊核心的七手組的筆頭。
慶長19年（1614年），爆發方廣寺鐘銘事件，為和平交渉而奔走的片桐且元被懷疑內通德川家康，守久盡力協助調停。結果且元從大坂城退走，守久繼續為豐臣家中的調停而努力。
大坂冬之陣開始時，鴫野之戰與上杉景勝的軍勢奮戰。大坂夏之陣之際，於天王寺岡山之戰與真田信繁等人擊退藤堂高虎，但最後仍因寡不敵眾而退入大阪城。守久將千姬安全送回德川陣地後，請求德川家康讓秀賴活命，但未獲允准，在擔任秀賴的介錯（一說為毛利勝永）後殉死。